# Expresso das Ilhas
Expresso das Ilhas è un periodico settimanale capoverdiano, con sede a Praia.

## Storia
Expresso das Ilhas è stato fondato nel 1991 ed è pubblicato in lingua portoghese, a parte alcuni articoli in creolo capoverdiano. Ha larga diffusione nell'arcipelago e riporta notizie di attualità, sport, meteo, economia e intrattenimento. È disponibile anche in versione on line.
Il giornale è vicino al partito politico Movimento per la Democrazia (MPD).